# 5. pehotni polk (Italija)
5. pehotni polk Aosta je pehotni polk (Kraljeve) Italijanske kopenske vojske.

## Zgodovina
Med prvo italijansko osamosvojitveno vojno je polk sodeloval v bitki za Solferino (1859). Med letoma 1915 in 1918 je bil polk nastanjen na italijanski fronti.